# NGC 7042
NGC 7042 (również PGC 66378 lub UGC 11702) – galaktyka spiralna (Sb), znajdująca się w gwiazdozbiorze Pegaza. Odkrył ją William Herschel 16 października 1784 roku.
W galaktyce tej zaobserwowano supernową SN 2013fw.